# Бутовська культура
Бутовська культура — середньокам'яна культура Волго-Окського межиріччя 8000-5000 років до н. е.. Сформувалася на основі ресетинської культури (за іншими даними, на основі свідерської культури). Племена бутівської культури вели бродячий спосіб життя, займаючись полюванням за допомогою лука і стріл, що були запозичені в результаті зіткнення з кундської культурою. Еволюціонувала у верхньоволзької новокам'яної культуру V тис. до н. е..
Виділена Л. В. Кольцовим в 1976 році.

## Хронологія бутовської культури
Бутовська культура є основною середньокам'яної культурою Волго-Окського межиріччя і налічує не менше 70 пам'ятників, розташованих на території Брянської, Московської, Ярославської, Іванівської, Володимирської, Костромської і Тверської областей з яких 35 є датованими. На даний момент поруч дослідників запропоновано кілька варіантів хронології бутовської культури:
- Хронологія за Л. В. Кольцовим (1989, 1994). Бутовська культура існувала протягом всієї середньокам'яної доби від першої половини VIII до другої половини VI тис. до н. е.
- Ранній період — від середини VIII до другої половини VII тис. до н. е. ділиться на 2 етапи. Перший етап: стоянки Тихоново, Соболево 7, Грем'яче; другий етап: стоянки Бутово 1, Лукіно 1, Кошево 2.
- Пізній період охоплює другу половину VII—VI тис. до н. е., ділиться на 2 етапи.

Кільця не розподіляє пам'ятники по етапах, а лише виділяє найбільш пізні: Микулино, Берендеєво 3, Соболево 5, Заборов'є 2, Іванівське 3 і 7. Хронологія Кольцова ґрунтується головним чином на датах попередньої свідерської культури і наступної верхньоволзької.
Хронологія за О.М. Сорокіним (1990). На його думку, бутовська культура існувала в інтервалі 7500-6500 років до н. е.. У культурі виділяються ранній і пізній етапи. Сорокін зазначив, що вже до початку новокам'яної доби бутовська культура припиняє своє існування. Хронологія запропонована на основі 4 нульових позначок (реперів). Репери отримані в результаті радіокарбонового датування 4 стоянок. Чотири дати відносяться до стоянки Суконцево VII. Другий репер представлений стоянкою Жабки III, третій — стоянкою Чорна I (10 дат), четвертий — стоянкою Мала Ламна.
Хронологія за А.Є. Кравцовим (1991) Існування Бутівської культури відзначається в інтервалі близько 9,6 — 8,0 тисяч років тому. :70
Хронологія за Л.В. Кольцовим — М.Г. Жиліним (1999). Бутовська культура існувала в періоді від приблизно 9500 — 9300 років тому до кінець приблизно 5000 років тому.
Нижня межа визначена за пилкових датування стоянки Тихоново, для порівняння стоянка Бутово має радіокарбонатне датування не раніше 9310+/-111 років тому. Подальше датування побудоване на результатах радіокарбонного дослідження стоянок:
- Беліво IVA (9940+/-300, 9130+/-150, 8840+/-110, 8770+/-180, 9550+/-100),
- Култіно III (8850+/-200),
- Мала Ламна III (8800+/-90),
- Чорна I (8720+/-300, 8720+/-200, 8630+/-40, 8190+/-120),
- Спас-Седчено II (8540+/-120),
- Окайомово V (7910+/-80, 7730+/-60, 7360+/-40, 6800+/-140),
- Берендеєво III (7770+/-100),
- Івановське III (7630+/-40, 6900+/-80),
- Озерки V (7410+/-90),
- Окайомово IV (7490+/-50),
- Безводне Х (6920+/-380).

На стоянці бутівської культури в селі Дедня в Чауського району Могильовської області (Білорусь) середньокам'яне поселення радіовуглецевим методом датується 7400-7300 роками до н. е..
Найранні пам'ятки верхньоволзької культури, що змінює бутовську, представлені стоянкою *Беліво II (7180+/-60).

## Характеристика
Поселення тимчасові у вигляді куренів (чумів). В якості зброї полювання на північного оленя широко застосовувалися стріли.